# David Nalbandian
David Nalbandian (Unquillo, Córdoba, 1. siječnja 1982.), umirovljeni je argentinski tenisač.
Počeo je igrati tenis kada je njegov otac porijeklom (Armenac) napravio betonsko igralište pored kuće u kojoj je živio. To je sigurno jedan od razloga zašto je bio bolji na tvrdim podlogama nego na sporim, za razliku od većine argentinskih tenisača. Još kao junior osvojio je US Open 1998. godine i Wimbledon 1999. također kao junior, ali u parovima. Profesionalac je postao 2000., a več 2001. se nalazi među Top 50 igrača svijeta. Svoj prvi turnir osvaja u Estorilu 2002. godine. Samo dvije godine nakon što je postao profesionalac (točnije 2002.) dolazi do finala Wimbledona gdje izgubio od Lleyton Hewitt (6–1, 6–3, 6–2). Od važnijih rezultata još valja izdvojiti osvajanje dva turnira iz Masters serije Madrid i Pariz (oba 2007. godine), te osvajanje završnog turnira Masters serije u Šangaju 2005. U finalu Mastersa je pobijedio Rogera Federera (6–7(4), 6–7(11), 6–2, 6–1, 7–6(3)).

## Vanjske poveznice
- Službena stranica  Arhivirana inačica izvorne stranice od 28. veljače 2009. (Wayback Machine)
- Statistike Davida Nalbandiana  Arhivirana inačica izvorne stranice od 22. siječnja 2009. (Wayback Machine)